# ビック個別指導専門校
ビック個別指導専門校（-こべつしどうせんもんこう,VIC）は、 ビック教育研究会が主宰する個別指導の学習塾・進学塾。恵比寿・東蒲田・鶴見で個別指導型の塾を開設。本部は東京都東蒲田1-1-22晴和第二ビル。他にVIC個別指導専門校　瀬谷校(横浜市瀬谷区瀬谷)ビック個別指導専門校　センター南校(横浜市都筑区大丸)ビック個別指導専門校　中川校(横浜市都筑区中川)ビック個別指導専門校　仲町台校(横浜市都筑区仲町台)ビック個別指導専門校 ・ 東京個別指導学院 旗の台教室などフランチャイズ展開。